# Gottfried Wilhelm von Leibniz
Gottfried Wilhelm Leibniz [ˈɡɔtfʁiːt ˈvɪlhɛlm ˈlaɪbnɪts](n. 21 iunie/1 iulie 1646, Leipzig, Sfântul Imperiu Roman – d. 14 noiembrie 1716, Hanovra, Sfântul Imperiu Roman) a fost un filozof și matematician german, unul din cei mai importanți filozofi de la sfârșitul secolului al XVII-lea și începutul celui de al XVIII-lea, unul din întemeietorii iluminismului german și important continuator (alături de filozoful Baruch Spinoza) al cartezianismului, curent filozofic fondat de polimatul René Descartes.
În matematică, Leibniz a introdus termenul de "funcție" (1694), pe care l-a folosit pentru a descrie o cantitate dependentă de o curbă. Alături de Newton, Leibniz este considerat co-inventatorul calcului diferențial și integral, respectiv co-fondatorul analizei matematice moderne.

## Date biografice
Leibniz s-a născut pe 1 iulie 1646 în Leipzig, fiu al unui avocat și profesor la universitatea din localitate. Tot aici își începe studiile, pe care le continuă la Jena și Altdorf. În 1666 obține titlul de doctor în Drept și intră în serviciul lui Johann Phillipp von Schönborn, arhiepiscop și prinț elector în Mainz, pentru care îndeplinește un mare număr de însărcinări politice și diplomatice. În 1673, întreprinde o călătorie la Paris, unde rămâne timp de trei ani și se ocupă în mod intens cu studiul matematicii, științelor naturale și filozofiei. Întors în Germania, obține în anul 1676 postul de bibliotecar și consilier privat pe lângă Ernst August, prinț de Braunschweig-Lüneburg și mai târziu prinț elector de Hanovra, apoi pe lângă urmașul lui, Georg Ludwig, care va deveni rege al Marii Britanii cu numele de George I. În această funcție, Leibniz rămâne până la sfârșitul vieții. El se bucura de o deosebită prețuire și era considerat în acel timp ca geniu universal. Opera sa se extinde nu numai în domeniile filozofiei și matematicii, ci tratează teme variate de teologie, drept, diplomație, politică, istorie, filologie și fizică. A fost fondatorul și primul președinte al "Academiei de Științe" din Berlin (1700). Leibniz moare la 14 noiembrie 1716 în Hanovra.

## Opera

### Matematică
Leibniz elaborează în jurul anului 1675 bazele calculului diferențial și integral, de o mare însemnătate pentru dezvoltarea ulterioară a matematicii și fizicii, independent de Isaac Newton, care enunțase deja principiile calculului infinitezimal într-o lucrare din 1666. Simbolurile matematice introduse de Leibniz în calculul diferențial și integral se folosesc și astăzi. Perfecționând realizările lui Blaise Pascal, Leibniz construiește un calculator mecanic, capabil să efectueze înmulțiri, împărțiri și extragerea rădăcinii pătrate. Dezvoltă forma modernă de numărare binară, utilizată astăzi în informatică și pentru calculatoare. Leibniz a încercat să creeze un calcul logic, o logică bazată pe utilizarea simbolurilor, fiind un precursor al logicii matematice.

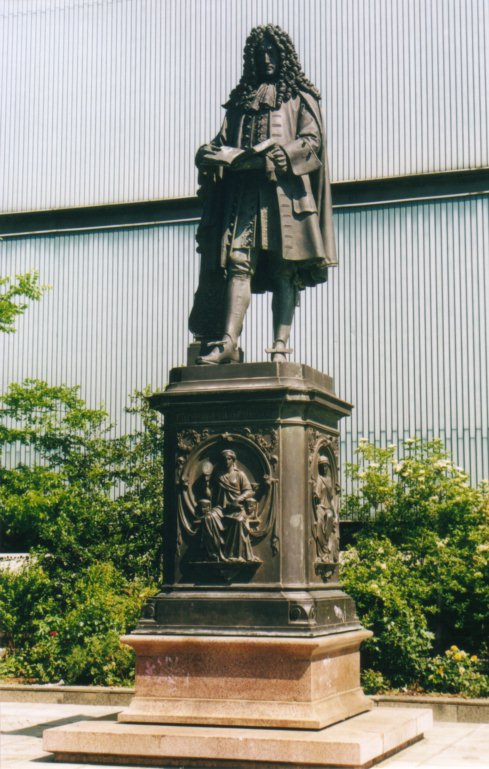
Statuia lui Leibniz din Leipzig.

### Fizică
În fizică, Leibniz a introdus noțiunea de forță vie (mv2) ca măsură a mișcării (energia cinetică, cum o numim azi), diferită de cea de cantitate de mișcare (mv) (impuls, cum îl numim azi), premergătoare noțiunii moderne de energie.

### Filosofie
Teoria substanței. Leibniz a susținut o nouă teorie asupra substanței care are în centru ideea de acțiune, spre deosebire de teoria carteziană a substanței, bazată pe noțiunea de întindere.
Fiecare substanță se caracterizează mereu prin acțiune. 
Acțiunea unei substanțe se traduce în percepția să, această devenind mai distinctă ,în caz contrar are de a face cu pasiunea. 
Sistemul filosofic al lui Leibniz are la baza existența unor elemente spirituale indivizibile numite monade.
În limba greacă “monas” înseamnă “unitate,ceea ce este unu”.
Leibniz considera că un lucru este din punct de vedere metafizic reductibil la o substanță simplă. Atunci când ne referim la monade trebuie să avem în vedere faptul că monadele reprezintă substanțe simple, care nu se nasc și nu pier, autonomia lor fiind totală. Ele sunt indestructibile, căci sunt o oglindire a universului.
Filosoful german considera că “ monas monadorum”  este ființă inteligibilă, ceea care poate fi gândită, dar nu poate fi reprezentată. Aceea ființă deghizată în monadă despre care vorbea Leibniz este însuși divinitatea, Dumnezeu, cel ce creează, aneantizează, Dumnezeu fiind originea esențelor.
Un lucru la care filosoful face apel este faptul că atomul spiritual denumit monadă este imperisabil sufletului uman. Sufletul este văzut că percepție distinctă. Sufletul poate fi de doua feluri :poate fi suflet vegetal și suflet animal.
Un alt lucru la care filosoful german face referire este faptul că monadele nu pot fi influențate de factori externi și mai ales la faptul că acestea nu se influențează reciproc. Faptul că nu sunt identice le oferă acestora o forță activă.
Monadele dețin un grad ridicat de cunoaștere a lumii, mai bine spus un grad distinct, unic care se datorează faptului sunt eterne,  fără spațialitate, deci putem spune că sunt indecompozabile.
Prin multiciplitatea infinită a monadelor ne referim la faptul că acestea sunt unice și că este imposibil de intrat în context cu altceva. Astfel, Leibniz considera că monadele nu au  ferestre și că ordinea prestabilită a acestora se datorează faptului că nu există cauza-efect .
După Leibniz orice monadă este înzestrată cu o potența strict internă pe care filosoful german o denumește "vis visa" și căreia ar fi putut să îi ofere apelațiunea de energie.El mai vorbea și despre faptul că fiecare ființă  din lumea reală (omul, planta) reprezintă un agregat de monade multiple printre care se regăsește o monadă dominantă.
Ierarhia monadelor se datorează în funcție de gradul de cunoaștere. 
Gradul de cunoaștere a monadelor este reprezentat prin următoarele: 
1.percepția- care poate fi confuză; se datorează faptului că nu există memorie 
2.dominantă- sufletul, percepții și memorie,distinct 
3.monade raționale- principii logice (noncontradicția și rațiunea suficientă) 
4.viziunea asupra lumii total adecvată și intuitivă 
(Bibliografie: Adrian Nita,Leibniz,editura Paidea,Bucuresti,1998 ;   Opera philosophica I )
Leibniz considera, în spiritul unui optimism conformist, că lumea noastră, creată de Dumnezeu, este "cea mai bună dintre toate lumile posibile". Această teză optimistă, de fapt o judecată sintetică a priori, a fost la vremea sa ridiculizată de Voltaire în romanul său "Candide" (1759), în care Leibniz este prefigurat de personajul "Doctor Pangloss".
Leibniz este unul din precursorii dialecticii germane, el a susținut ideea continuității și evoluției naturii. În teoria cunoașterii, Leibniz se situează pe pozițiile raționalismului, pe care încearcă să-l îmbine cu elemente de empirism. Împărțind adevărurile în "raționale" și "faptice", el consideră că primele, având un caracter necesar și universal, nu pot proveni din experiență; principiile lor se află în intelect în stare embrionară și primesc de la simțuri doar un impuls pentru dezvoltarea lor. De aceea, la cunoscuta teză a sensualismului: "Nimic nu este în intelect care să nu fi fost mai înainte în simțuri", Leibniz adaugă: "în afară de intelectul însuși". Astfel el completează cele trei principii ale logicii aristotelice cu principiul rațiunii suficiente, necesar pentru verificarea adevărurilor faptice obținute pe calea inducției. Operele filosofice ale lui Leibniz au exercitat o influență deosebită asupra dezvoltării ulterioare a filosofiei germane, în special asupra lui Christian von Wolff și Immanuel Kant. (Deși Wolff afirmă că este un discipol al lui Leibniz, filozofia sa este complet străină de cea a lui Leibniz. Acest lucru este evidențiat în lucrarea Legea Națiunilor de Emmerich Vattel, filozof elvețian influențat de Leibniz)[1] ; De altfel Leibniz încercase să formeze o alianță ecumenică între Asia confucianistă și Europa creștină. El lucrând alături de misionarii iezuiți, ce urmau misiunea ecumenică a fondatorului lor Matteo Ricci, în China. Leibniz afirma că "Nu putem noi sa spunem ca Li-ul chinezilor nu este substanța suverană, pe care noi o venerăm sub numele de Dumnezeu?",[2] după ce descoperise asemănarea între conceptul creștin "Agape" și conceptul gânditorului neoconfucianist Chu Hsi, numit "Jen". Chu Hsi aparținea Școlii confucianiste a Principiului (Care urma tradiția lui Confucius și Mencius, anume Legea naturală), oponentul acesteia fiind Școala Minții (a pragmatismului) a lui Wang Yangming.

## Opere
Leibniz a publicat un mare număr de lucrări, în limba germană, franceză sau latină
- Dissertatio de Arte Combinatoria (Disertație despre arta combinării), (1666)
- Disputatio metaphysica de principio individui (Disputație metafizică despre principiul individuației), (1666)
- Hypothesis Physica Nova (Noua ipoteză fizică), (1671)
- Nova Methodus pro Maximis et Minimis, itemque Tangentibus (Noua metodă de determinare a maximelor și minimelor, precum și a tangentelor), (1684)
- Eseuri de teodicee asupra bunătății lui Dumnezeu, a libertății omului și a originii răului (1710), traducere de Diana Morărașu, Ingrid Ilinca, Iași, Polirom, 1997.
- Monadologia, (1720)
- Noi eseuri asupra intelectului omenesc, (apărută postum în 1765), traducere de Marius Tianu, control științific și note de Adrian Niță, studiu introductiv de Mircea Flonta, București, All, 2003.
- [1]Emmerich de Vattel, Questions de droit naturel, et observations sur le Traité du droit de la nature de M. le baron de Wolf (Berne: Societé typographique, 1762).
- [2]G.W. Leibniz, “Discourse on the Natural Theology of the Chinese,” in G.W. Leibniz: Writings on China, ed. by Daniel J. Cook and Henry Rosemont (Chicago: Open Court Publishing Co., 1994).
- Ediția Leibniz în română:

-Leibniz, Opere, vol. 1, Metafizica, coord. Adrian Niță, traducere de Rucsandra Dascălu, Dana Dinu, Magdalena Indrieș, Adrian Niță, Delia Șerbescu, Elena Emilia Ștefan, Studiu introductiv și Note de Adrian Niță, Editura Univers Enciclopedic, București, 2015.
-Leibniz, Opere, vol. 17, Corespondența cu Foucher, Bossuet, Nicaise, Sophie și Sophie Charlotte, coord. Adrian Niță, traducere de Adrian Niță, Delia Șerbescu, note de Adrian Niță, Ionuț Răduică, Delia Șerbescu, Editura Univers Enciclopedic Gold, București, 2015.
-Leibniz, Opere, vol. 4, Limba universală, caracteristica universală, calculul logic, coord. Adrian Niță, traducere de Alexandru Boboc, Dana Dinu, Aurel Lupu, Elena Emilia Ștefan, Introducere și note de Adrian Niță, Editura Univers Enciclopedic Gold, București, 2015.
-Leibniz, Opere, vol. 8, Scrieri teologice, coord. Adrian Niță, traducere de Filotheia Bogoiu, Dana Dinu, Mihnea Moroianu, Adrian Niță, Elena Emilia Ștefan; Introducere de Adrian Niță, București, Editura Univers Enciclopedic Gold, 2017.
-Leibniz, Opere, vol 6, Noi eseuri asupra intelectului uman, coord Adrian Niță, trad Alexandru Boboc, Mihaela Pop, Delia Șerbescu, introducere Alexandru Boboc, note și revizuirea traducerii Alexandru Boboc, Adrian Niță, București, Editura Academiei, 2023.
-Leibniz, Opere, vol. 11, Scrieri matematice, coord. Adrian Niță, traducere și note: Dana Dinu, Adrian Niță, Elena Emilia Ștefan, prefață Bogdan Suceavă, București, Editura Academiei, 2024.